# Гонзалес (Техас)
Гонзалес (англ. Gonzales) — город в США, расположенный в центральной части штата Техас. Административный центр одноимённого округа. Население — 7237 человек по оценке на 2010 год.

## История

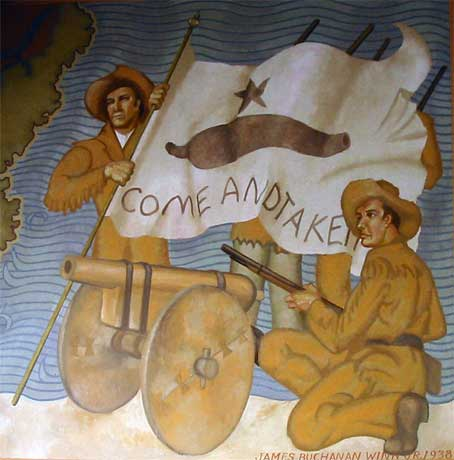
Фреска Come and Take It.

Гонзалес является одним из самых ранних англо-американских поселений в Техасе, и первым к западу от реки Колорадо. Город был основан предпринимателем Грином ДеВиттом в августе 1825 года и стал столицей его колонии. Название город получил в честь губернатора штата Коауила-и-Техас Рафаэля Гонзалеса. В 1826 году первоначальное поселение было заброшено после нескольких атак индейцев, а в 1827 отстроено заново неподалёку от исходного места.
Гонзалес называют Лексингтоном Техаса, поскольку именно тут произошла первая перестрелка Техасской революции. В 1831 году мексиканское правительство удовлетворило просьбу ДеВитта о небольшой пушке для защиты от нападений индейцев. В начале конфликта между английскими поселенцами и мексиканскими властями в 1835 году, контингент из более 100 мексиканских солдат был отправлен из Сан-Антонио, чтобы забрать пушку.
Когда солдаты пришли в Гонзалес, там было только 18 мужчин, но они отказались вернуть пушку, и вскоре к ним стали присоединяться люди из окрестностей города. Техасцы под командованием Джона Мура приняли бой. Сара ДеВитт и её дочь сшили флаг, на котором было изображено подобие пушки и слова «Come and take it» (рус. «Приди и забери её»), под которым и были произведены первые выстрелы в истории Техасской революции 2 октября 1835 года. Техасцы успешно отбили атаки мексиканских войск и это сражение стало известно как битва при Гонзалесе.
Гонзалес позже стал единственным городом, отправившим 32 человека на помощь для обороны Аламо. Все 32 человека из Гозаслеса погибли, защищая миссию. В Гонзалес удалось сбежать Сюзанне Дикинсон и рабу Уильяма Тревиса по имени Джо, принёсшему новость о резне в Аламо. Генерал Сэм Хьюстон находился в городе для организации сил сопротивления Техаса. Он предположил, что Гонзалес будет следующей мишенью генерала Антонио Лопеса де Санта-Анны, командовавшего мексиканской армией, и приказал сжечь город, чтобы он не достался врагу. Техасцы вместе с оставшимися жителями города были вынуждены отойти ближе к границе США.
После Техасской революции город был заброшен какое-то время, но в начале 1840-х годов его восстановили на прежнем месте. К 1850 году в городе проживало около 300 человек. К переписи 1860 года население возросло до 1703 человек, к середине 1880-х — до 2900, а к 1900 году население составляло 4297 человек.

## География
Согласно данным Бюро переписи населения США, площадь Гонзалеса составляет 13 км2.

### Климат
Самым тёплым месяцем является август, самая высокая температура (44 °C) была зафиксирована в 2011 году. Самым холодным месяцем является январь, самая низкая температура (-16 °C) зафиксирована в 1989 году. Больше всего осадков выпадает в мае.
| Показатель                    | Янв. | Фев. | Март | Апр. | Май   | Июнь  | Июль | Авг. | Сен. | Окт. | Нояб. | Дек. |
| ----------------------------- | ---- | ---- | ---- | ---- | ----- | ----- | ---- | ---- | ---- | ---- | ----- | ---- |
| Абсолютный максимум, °C       | 32   | 36   | 38   | 37   | 39    | 42    | 41   | 44   | 44   | 37   | 34    | 30   |
| Средний суточный максимум, °C | 17   | 19   | 22   | 27   | 30    | 33    | 34   | 36   | 32   | 28   | 22    | 18   |
| Средний суточный минимум, °C  | 4    | 6    | 10   | 14   | 19    | 22    | 23   | 23   | 20   | 15   | 9     | 5    |
| Абсолютный минимум, °C        | −11  | −9   | −11  | −1   | 7     | 10    | 15   | 14   | 8    | −2   | −6    | −16  |
| Норма осадков, мм             | 60,7 | 56,6 | 62,0 | 63,8 | 107,4 | 105,9 | 56,6 | 57,7 | 78,0 | 99,6 | 75,9  | 64,5 |
| Источник: weather.com         |      |      |      |      |       |       |      |      |      |      |       |      |

## Население
Согласно переписи населения 2010 года, в 2010 году в городе проживали 7237 человек, 2503 домохозяйства, 1720 семей. Расовый состав города: 62,6 % — белые, 12,6 % — чернокожие, 1,3 % — коренные жители США, 0,7 % — азиаты, 0,0 % — жители Гавайев или Океании, 20,2 % — другие расы, 2,5 % — две и более расы. Число испаноязычных жителей любых рас составило 53,1 %.
Из 2503 домохозяйств, в 39,8 % проживают дети младше 18 лет. В 43,1 % случаев в домохозяйстве проживают женатые пары, 18,3 % — домохозяйства без мужчин, 31,3 % — домохозяйства, не составляющие семью. 27,8 % домохозяйств представляют собой одиноких людей, 12,2 % — одиноких людей старше 65 лет. Средний размер домохозяйства составляет 2,80 человека. Средний размер семьи — 3,41.
31,2 % населения города младше 20 лет, 25,1 % находятся в возрасте от 20 до 39, 28,7 % — от 40 до 64, 15,0 % — 65 лет и старше. Средний возраст составляет 34,7 года.
Согласно данным опросов пяти лет с 2008 по 2012 годы, средний доход домохозяйства в Верноне составляет 35 595 долларов США в год, средний доход семьи — 36 616 долларов. Доход на душу населения в городе составляет 17 213 долларов США, ниже, чем в среднем по стране — 39 997 долларов. Около 23,7 % семей и 28,5% населения находятся за чертой бедности. В том числе 43,4 % в возрасте до 18 лет и 18,5 % в возрасте 65 и старше.

## Образование и культура

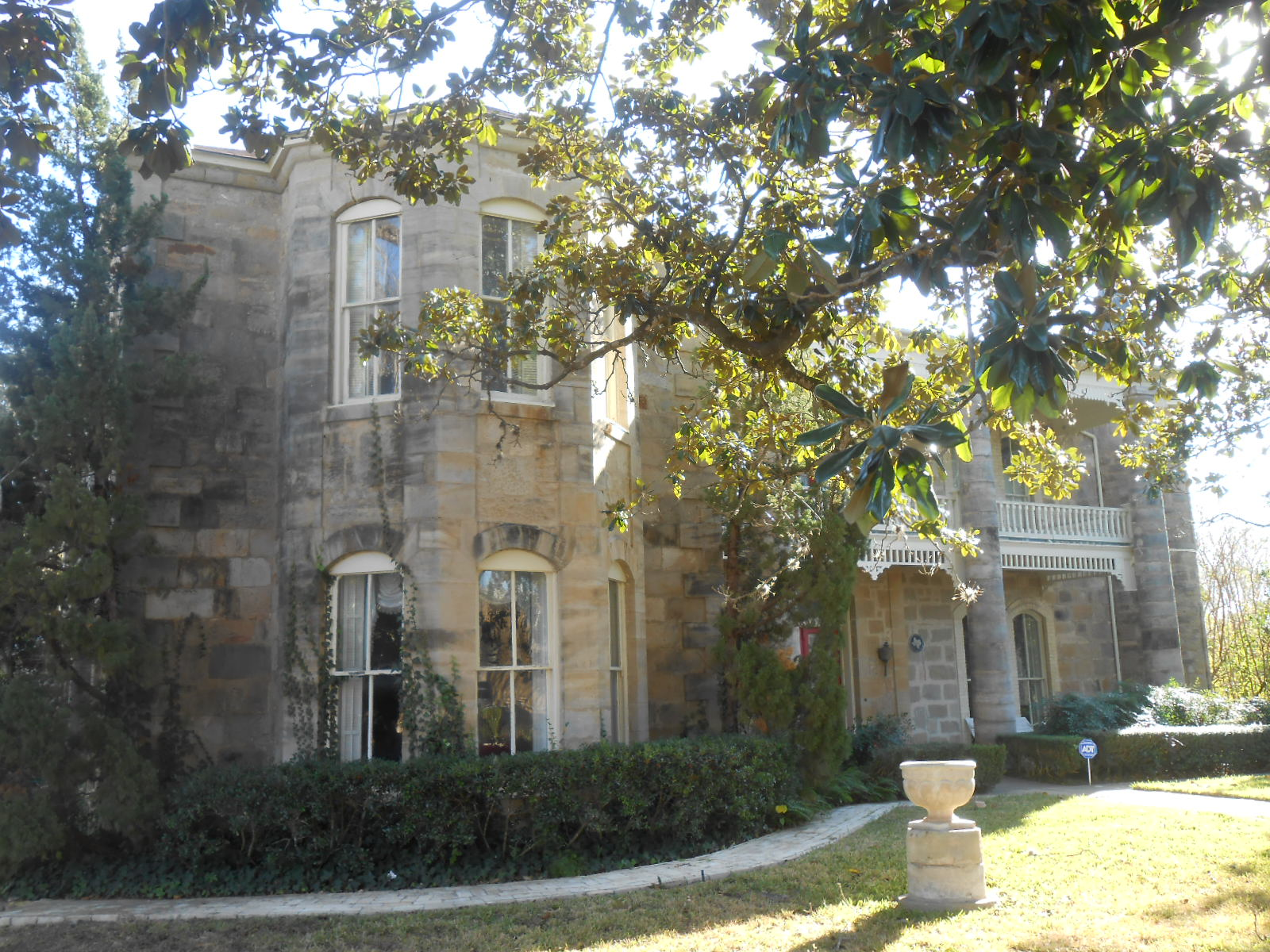
Старое здание колледжа Гонзалеса теперь является частной собственностью.

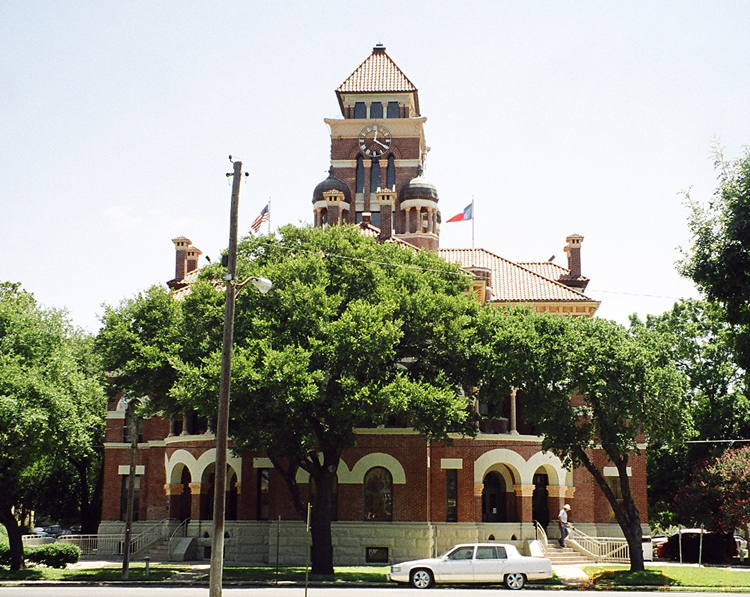
Здание суда округа Гонзалес, построенное в 1896 году

В XIX веке город являлся важным центром высшего образования в Техасе. В 1853 году открылся колледж города, принявший на обучение 50 студентов. Во время гражданской войны, мужские программы были свёрнуты, а освободившиеся ресурсы были направлены на постройку Форта Уол. В 1857 колледж одним из первых в Техасе степени бакалавра искусств оставшимся на обучении женщинам. В 1891 году колледж был выкуплен частным лицом и стал частной собственностью.
Школы Гонзалеса управляются независимым школьным округом Гонзалес, старшая школа города известна своей командой Апачи.

### Исторические здания и памятники
В Гонзалесе находится большое число исторических зданий и прочих памятников.
В 1910 году, по заказу правительства штата, на месте битвы при Гонзалесе неподалёку от автомагистрали 97 был возведён монумент из камня и бронзы. Памятник выполнен ведущим в том время архитектором итальянского происхождения Помпео Коппини.
Здание окружного суда Гонзалеса, внесённое в Национальный реестр исторических мест США, было построено в 1896 году Джеймсом Райли Гордоном. Приверженец неороманского стиля Гордон спроектировал 72 здания окружных судов, из них 18 в Техасе.
В 2012 году журнал «This Old House» признал Гонзалес одним из лучших районов со старыми домами, отметив хорошо сохранившийся центр города, большой выбор доступных домов и улучшенных домов в стилях барокко времён королевы Анны, возрождённого стиля Тюдоров, итальянской архитектуры и неогреческого, а также низкую стоимость жизни по сравнению с большими городами Техаса, таких как Сан-Антонио, Остин и Хьюстон.
Самые старые из сохранившихся зданий в Гонзалесе были построены в середине XIX века, однако большинство исторических зданий в городе было построено в поздний период викторианской эпохи, между 1880 и 1915 годами. Чаще всего здания того века были построены в стиле барокко времён королевы Анны, также нередки дома в стилях колониального возрождения и неоклассицизма. Большинство исторических зданий было построено по заказам наиболее важных персон Гонзалеса и их семей.
|  |  |  |  |  |

|  |  |  |  |  |

## Известные люди
- Фил Коу (1839—1871) — известный владелец салуна и игрок на Диком Западе, последняя известная жертва дуэлей Дикого Билла Хикока.
- Криспин Санчес (1925—2008) — пионер в области образования и спорта для мексиканских американцев. Был отличным бейсболистом, но предпочёл получить звание доктора философии в педагогике и в течение 23 лет управлял общественным колледжем Ларедо.
- Джерри Холл (1956—) — американская супермодель, актриса, бывшая подруга и гражданская жена солиста группы Роллинг Стоунс, Мика Джаггера.
- Джордж Литтлфилд (1842—1920) — техасский скотовод, банкир и регент Техасского университета в Остине.

## Галерея

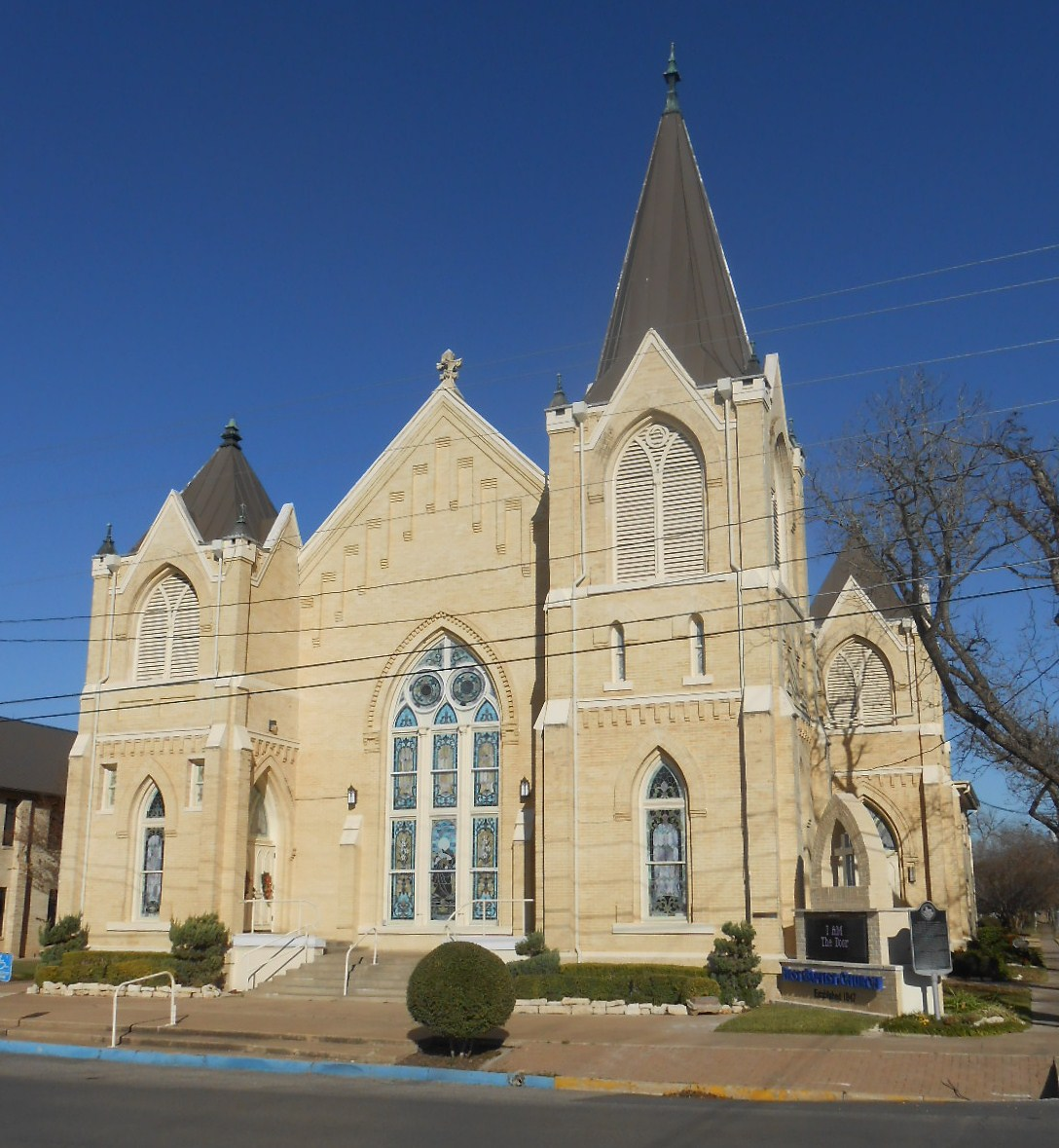
Баптистская церковь, построенная в 1902 году в стиле неоготика.
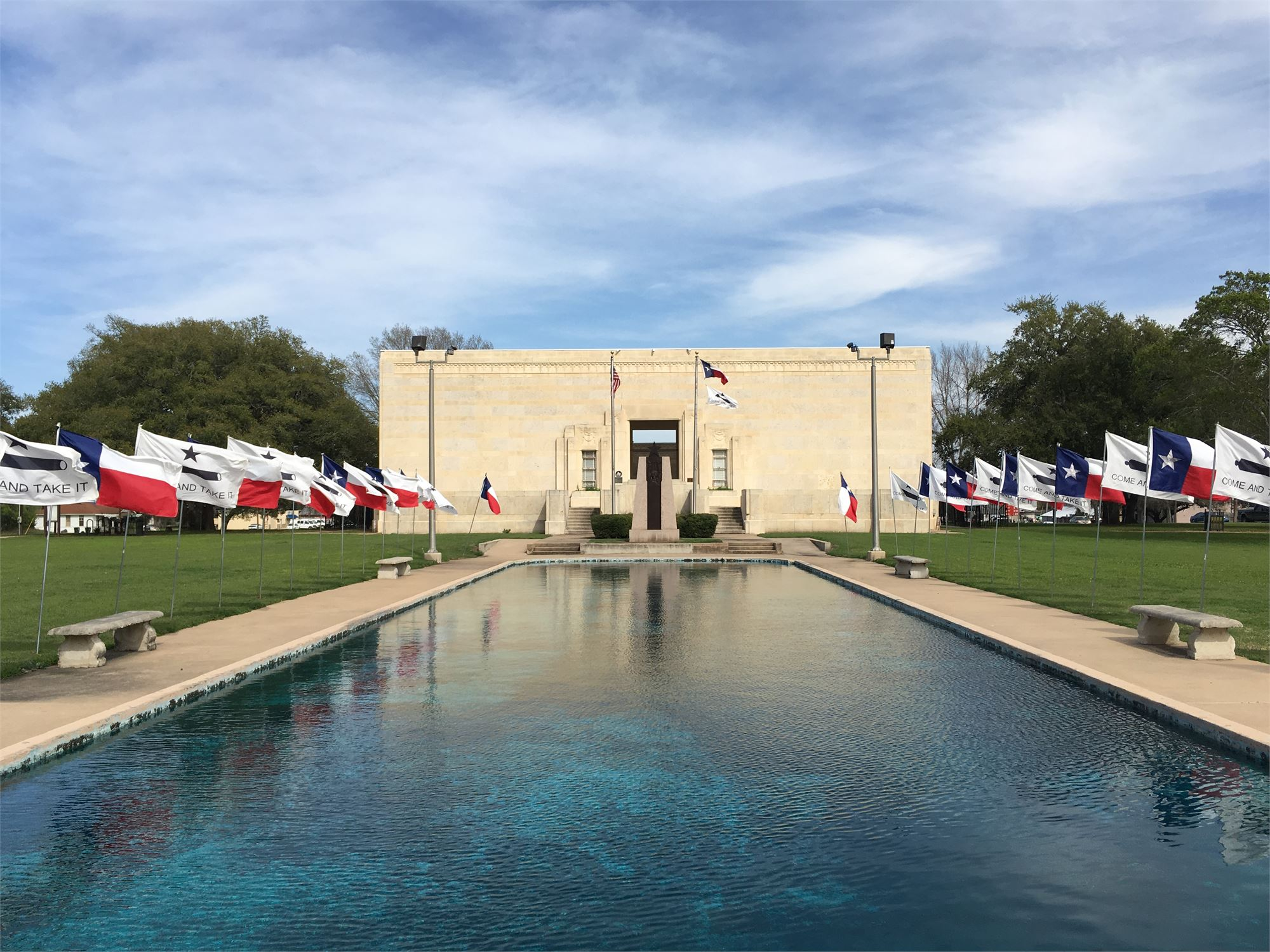
Музей Гонзалеса, ставший центром празднования столетия города в 1936 году
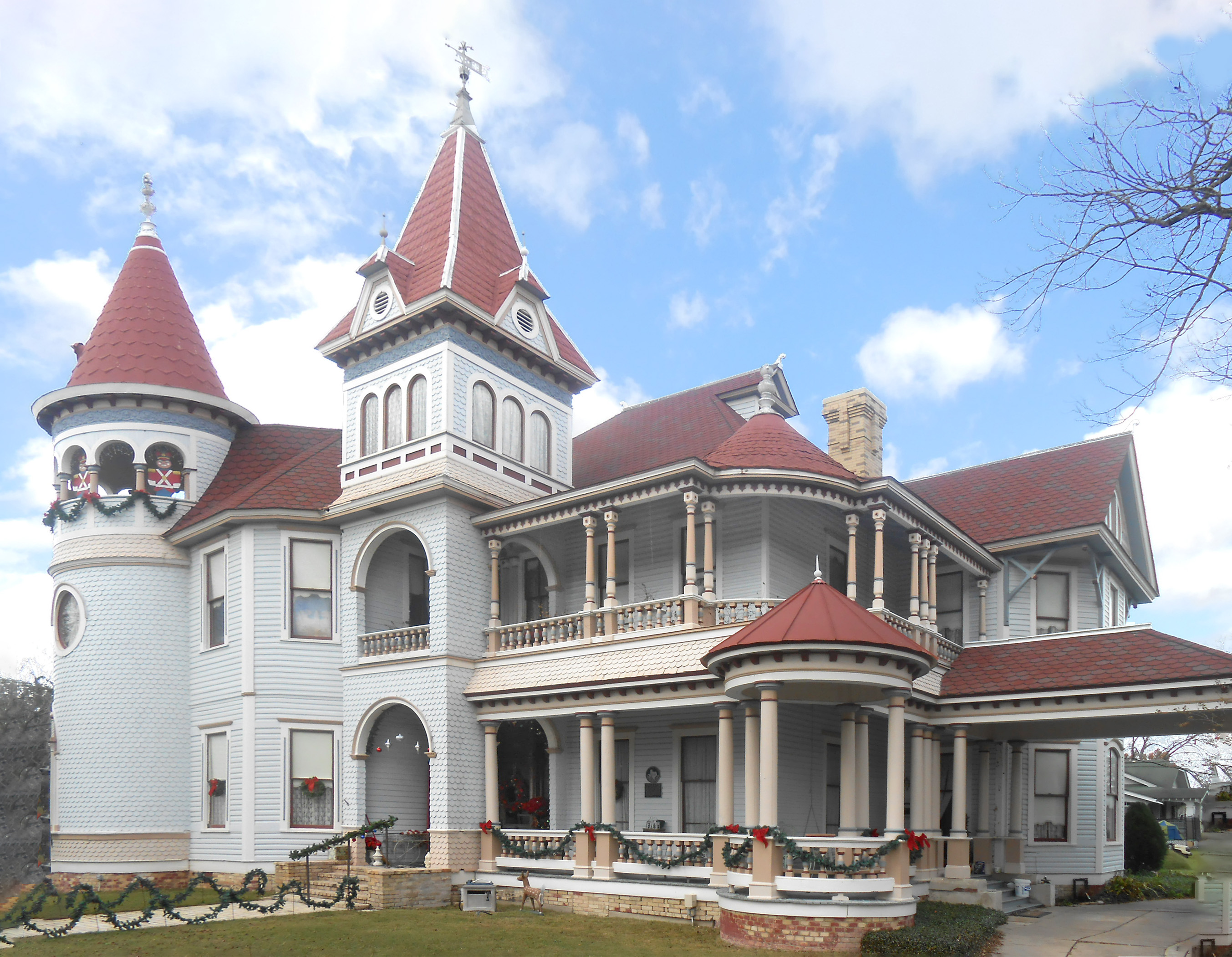
Дом Хьюстонов по адресу 621 St. George St.
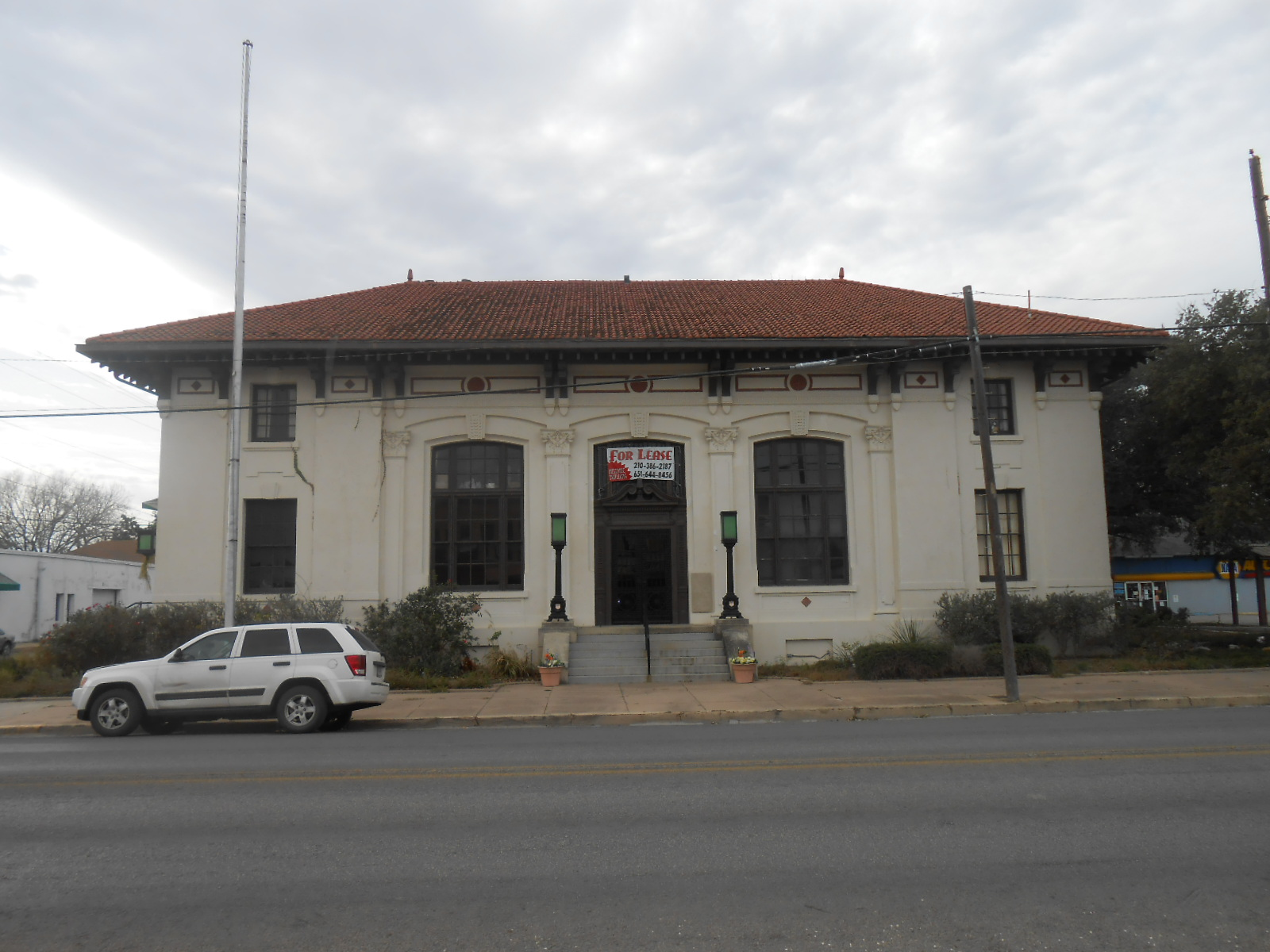
Почтовое отделение, построенное в 1909, в настоящий момент помещение занимают различные офисы.
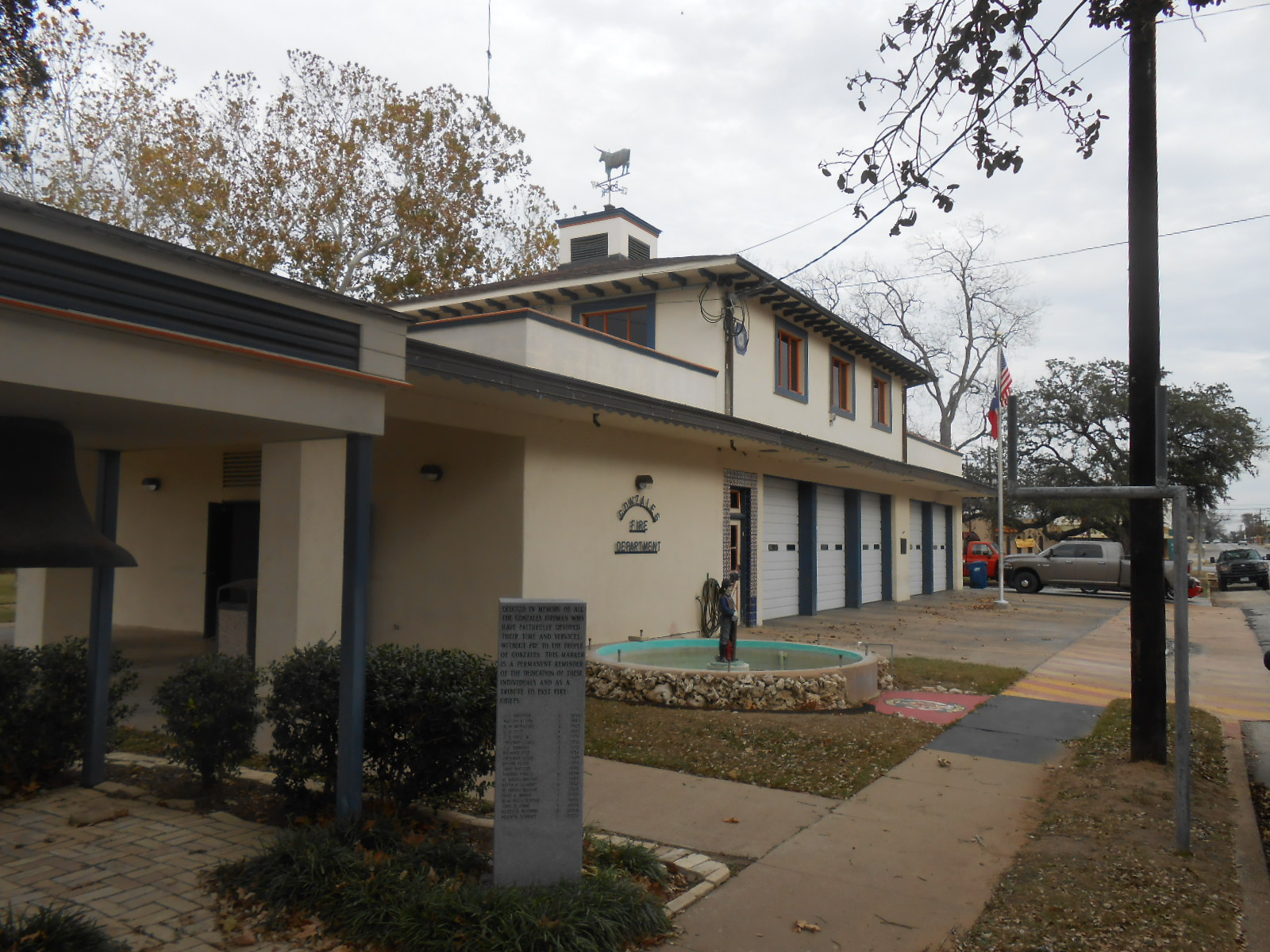
Пожарная часть в центре города.
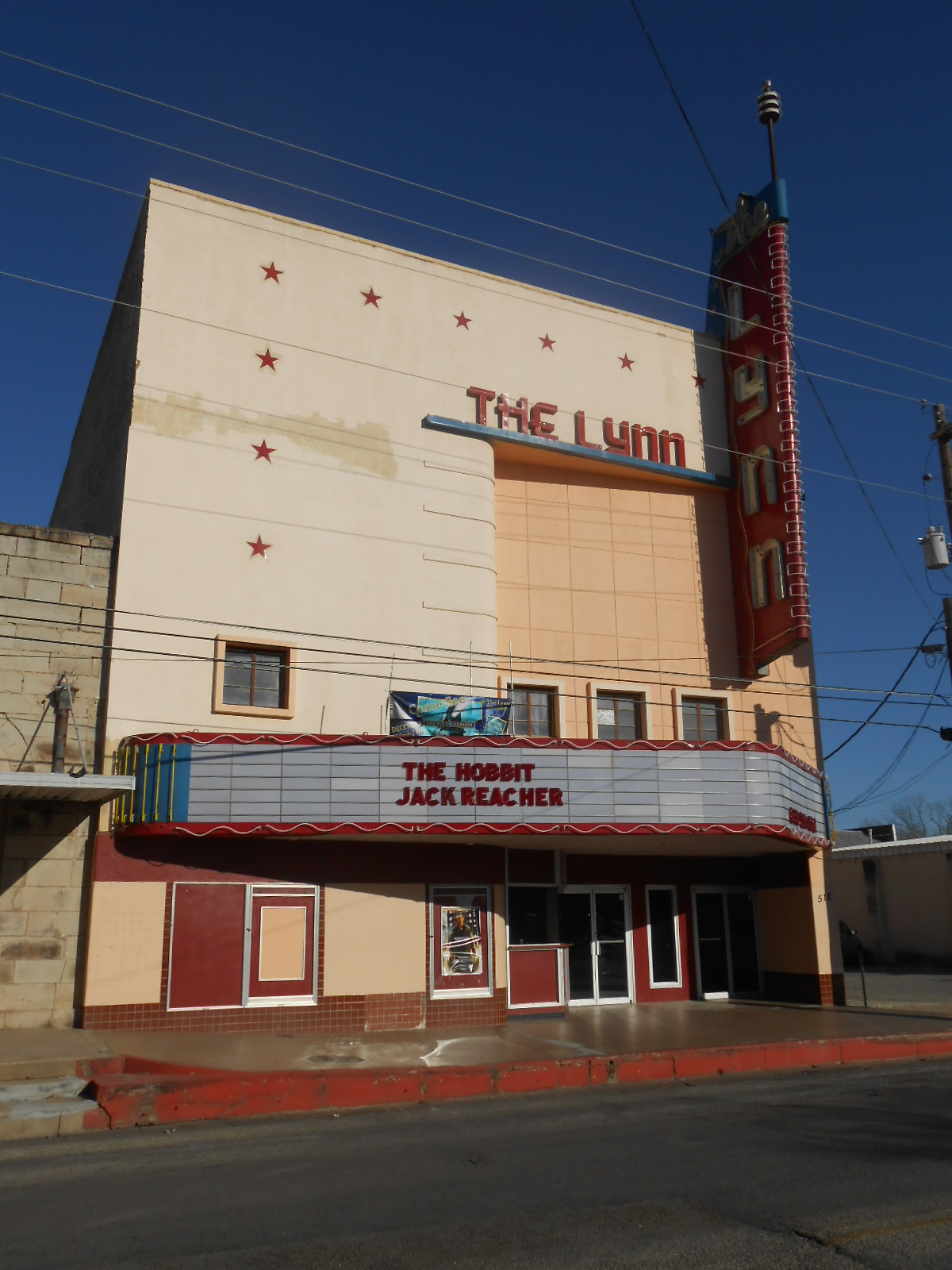
The Lynn, кинотеатр, построенный в середине XX века.
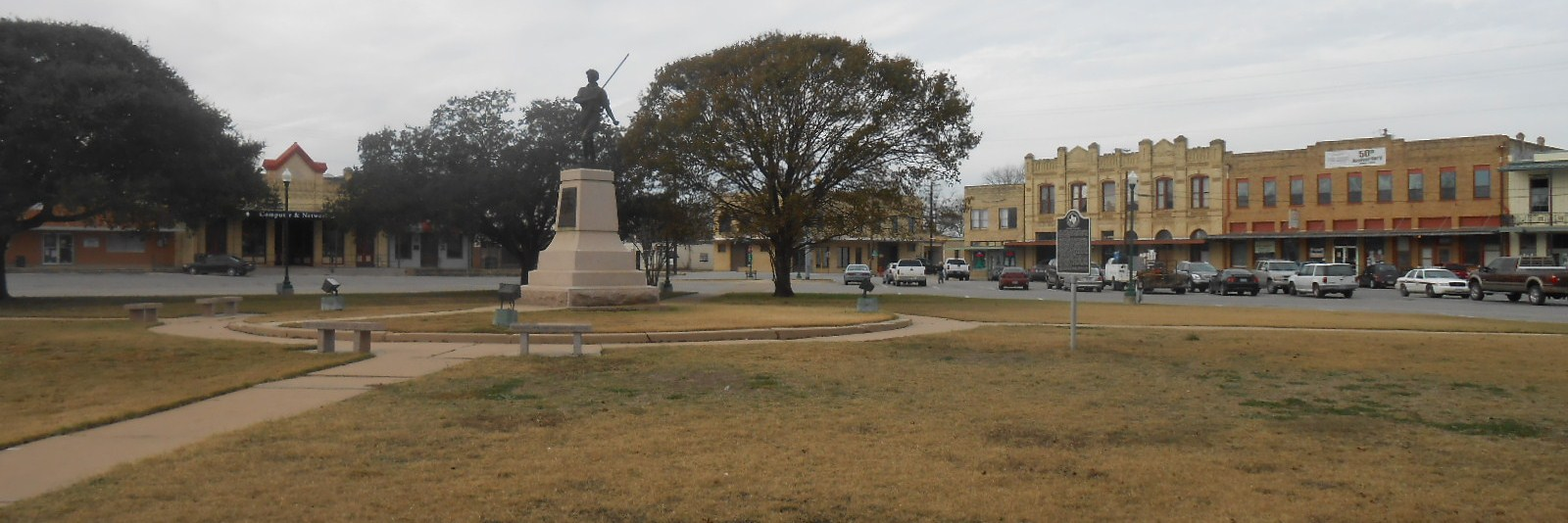
Согласно стандартным планам городов Новой Испании, город построен вокруг большой площади, состоящей из 4 частей.
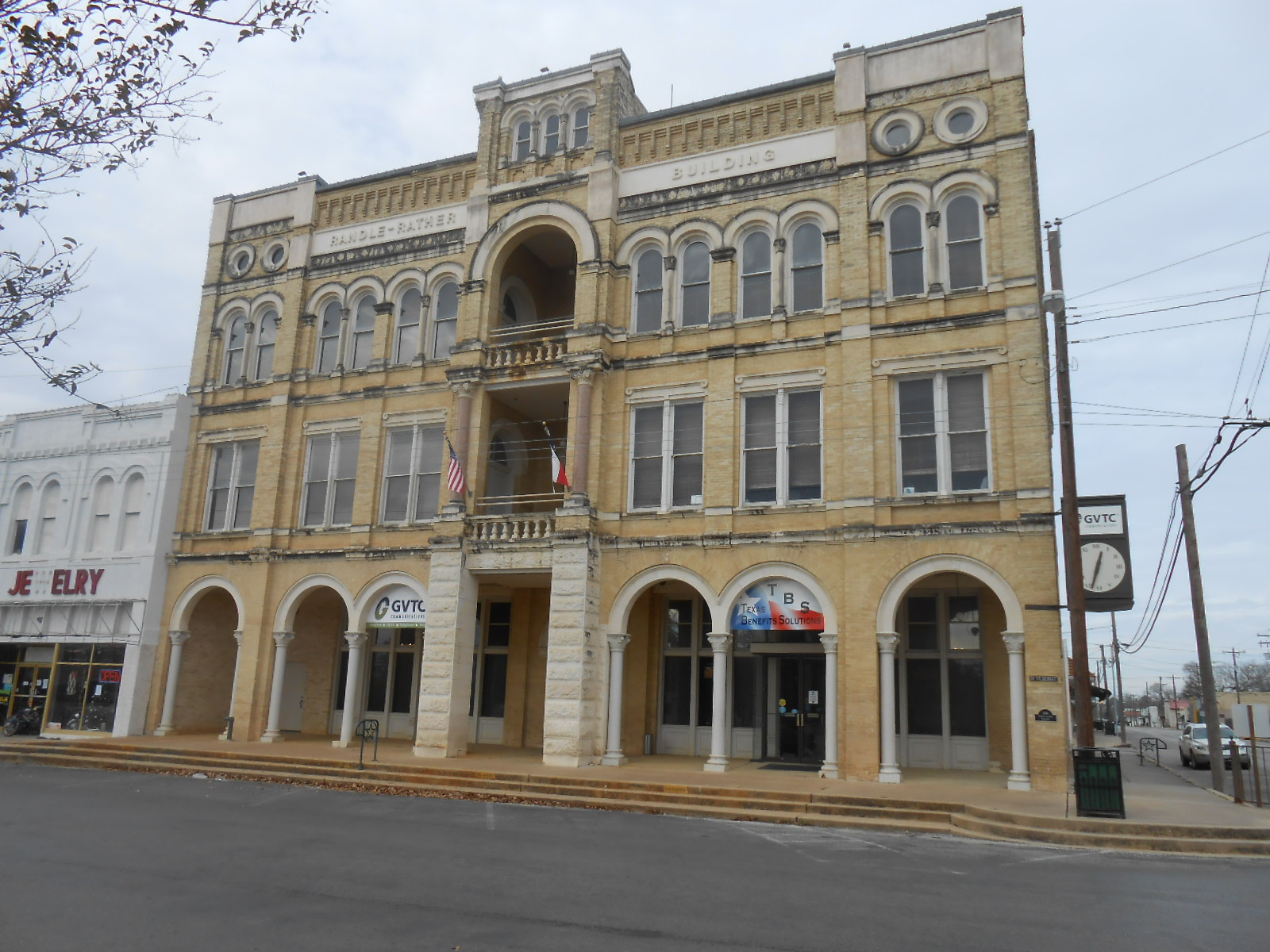
Одно из самых больших коммерческих зданий в центре города, здание Рэндлера-Ратера 1895 года постройки.
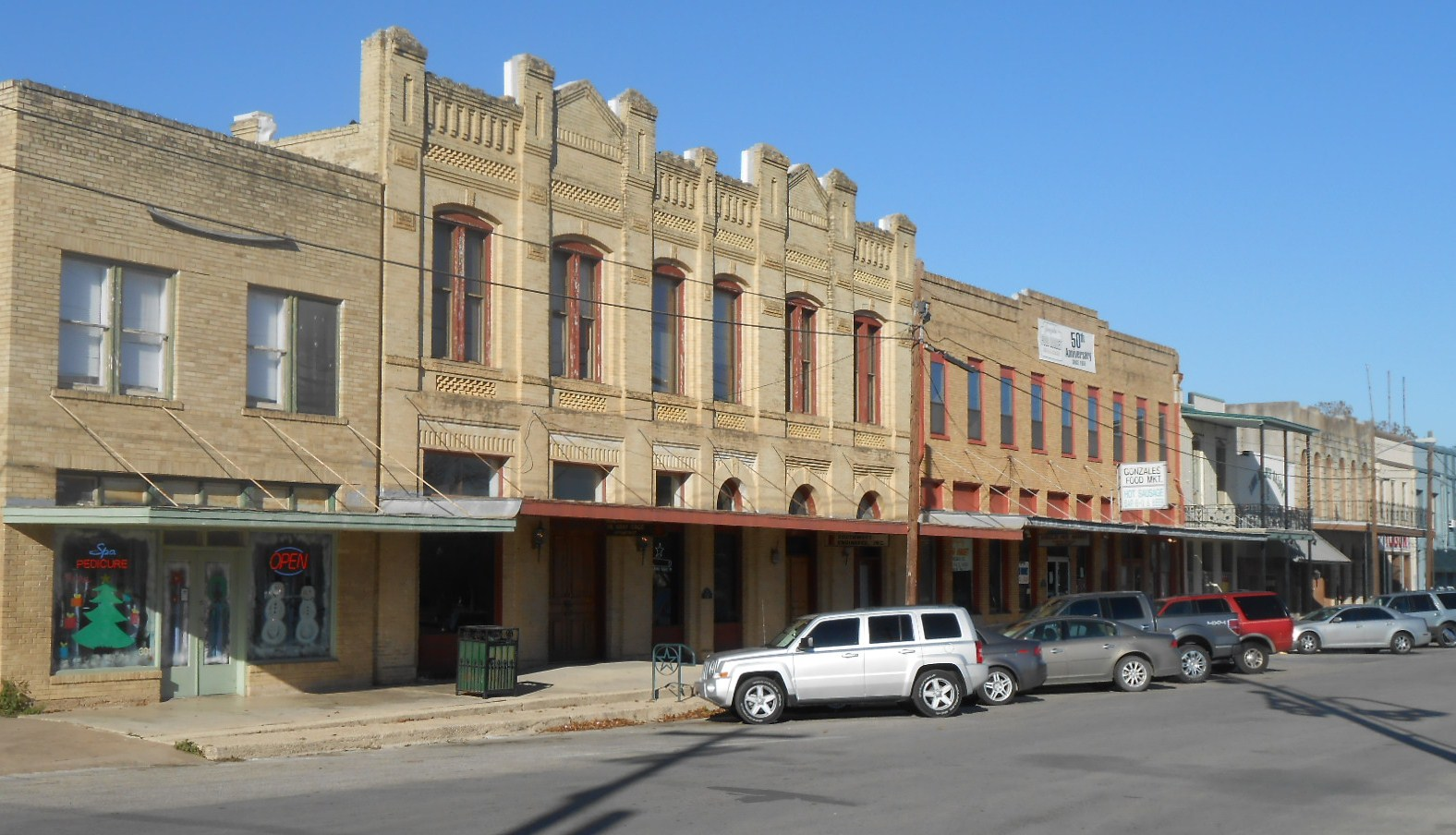
Некоторые из магазинчиков в этой части города открыты с 1850-х годов.
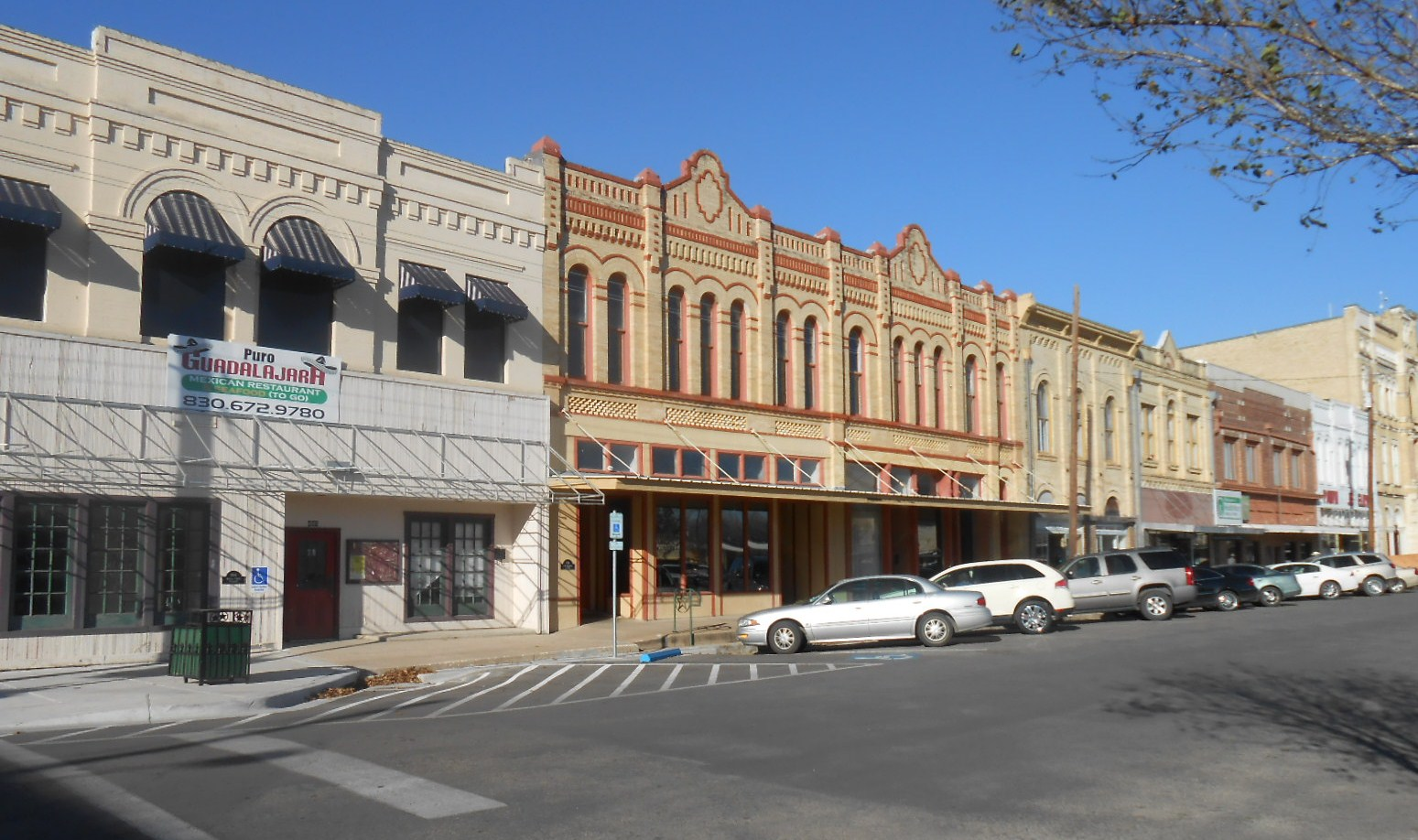
Исторический торговый центр.
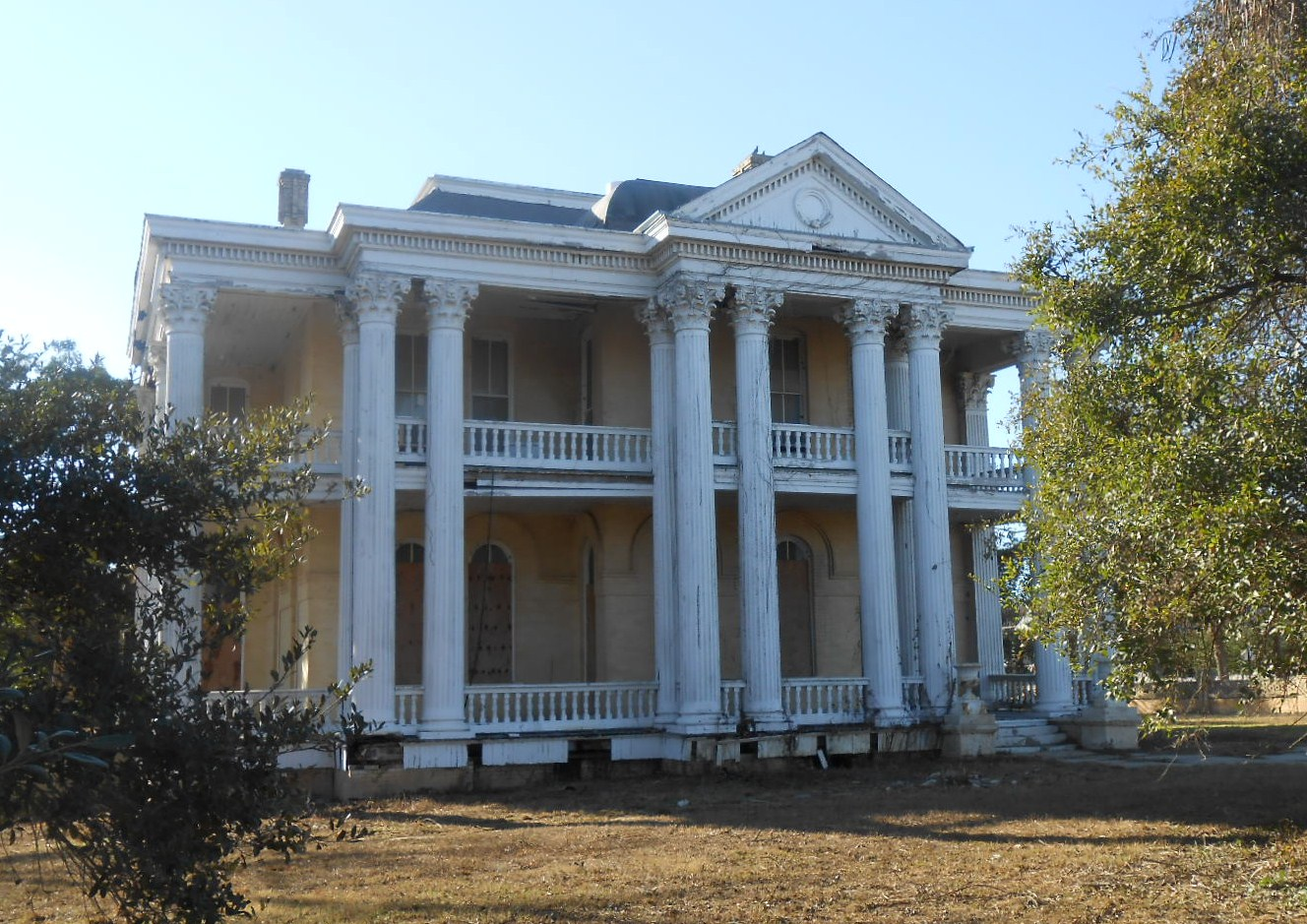
Здание Walnut Ridge 1901 года постройки.
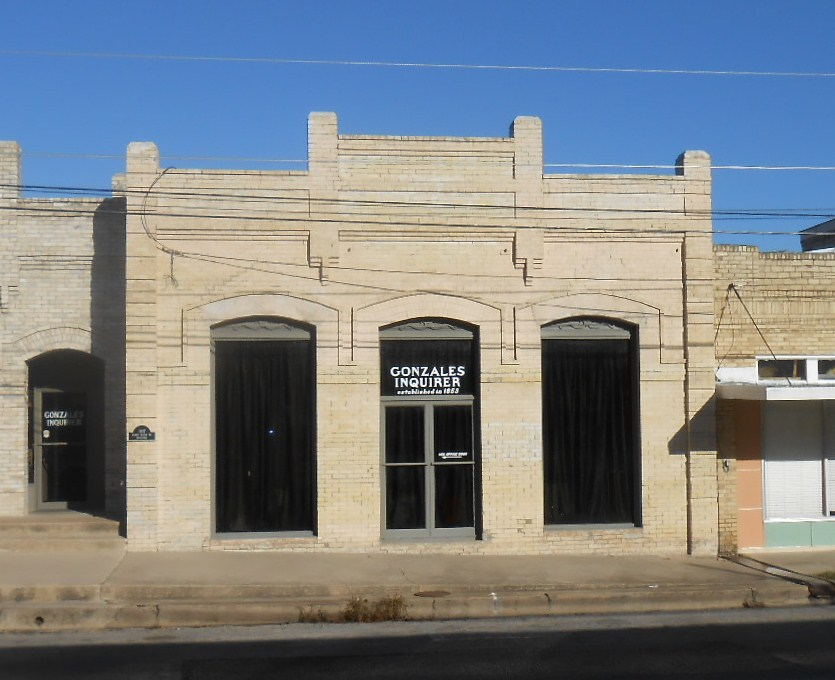
Штаб-квартира старейшей газеты города, Gonzales Inquirer.
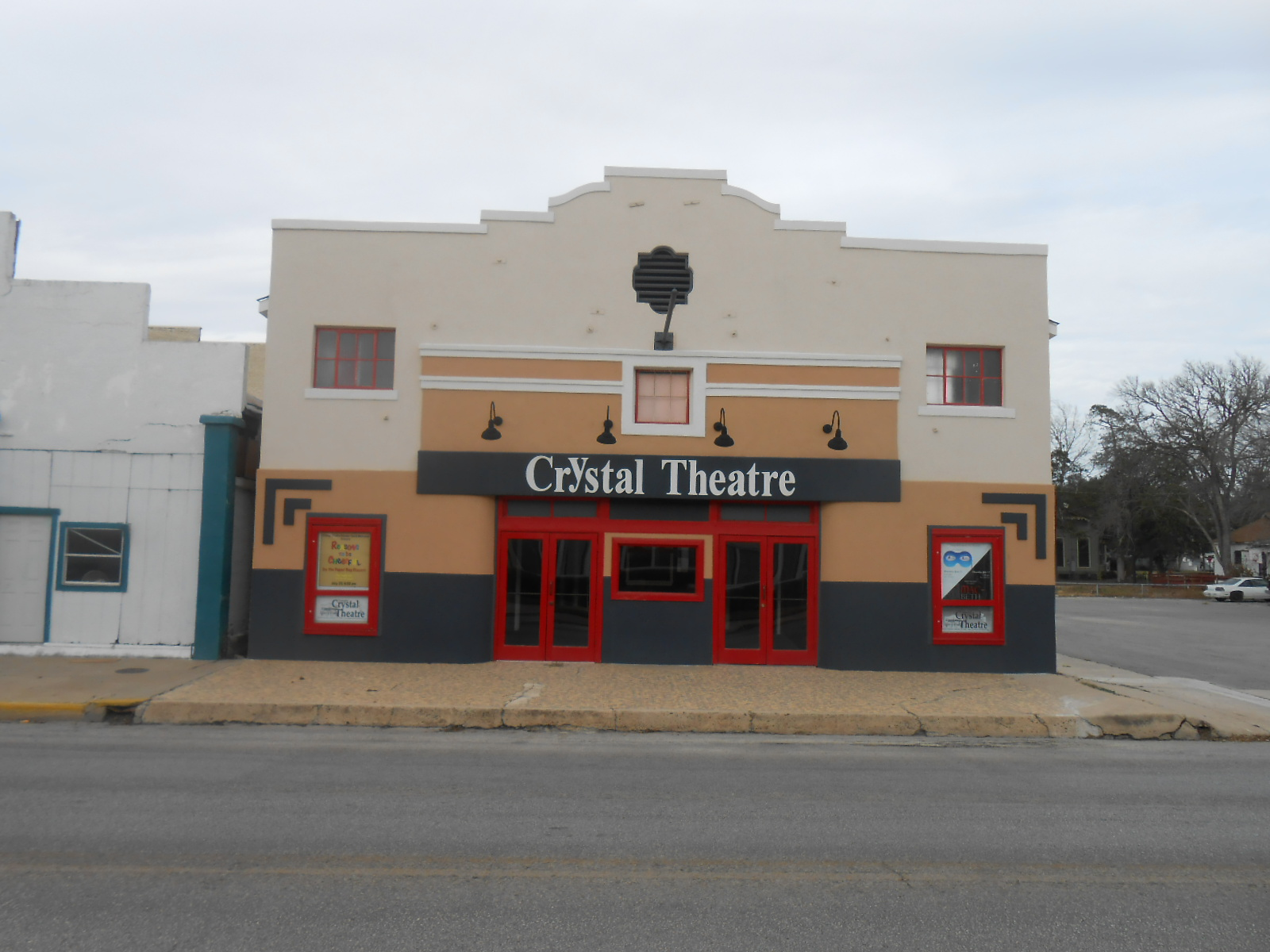
Театр Crystal Theatre.
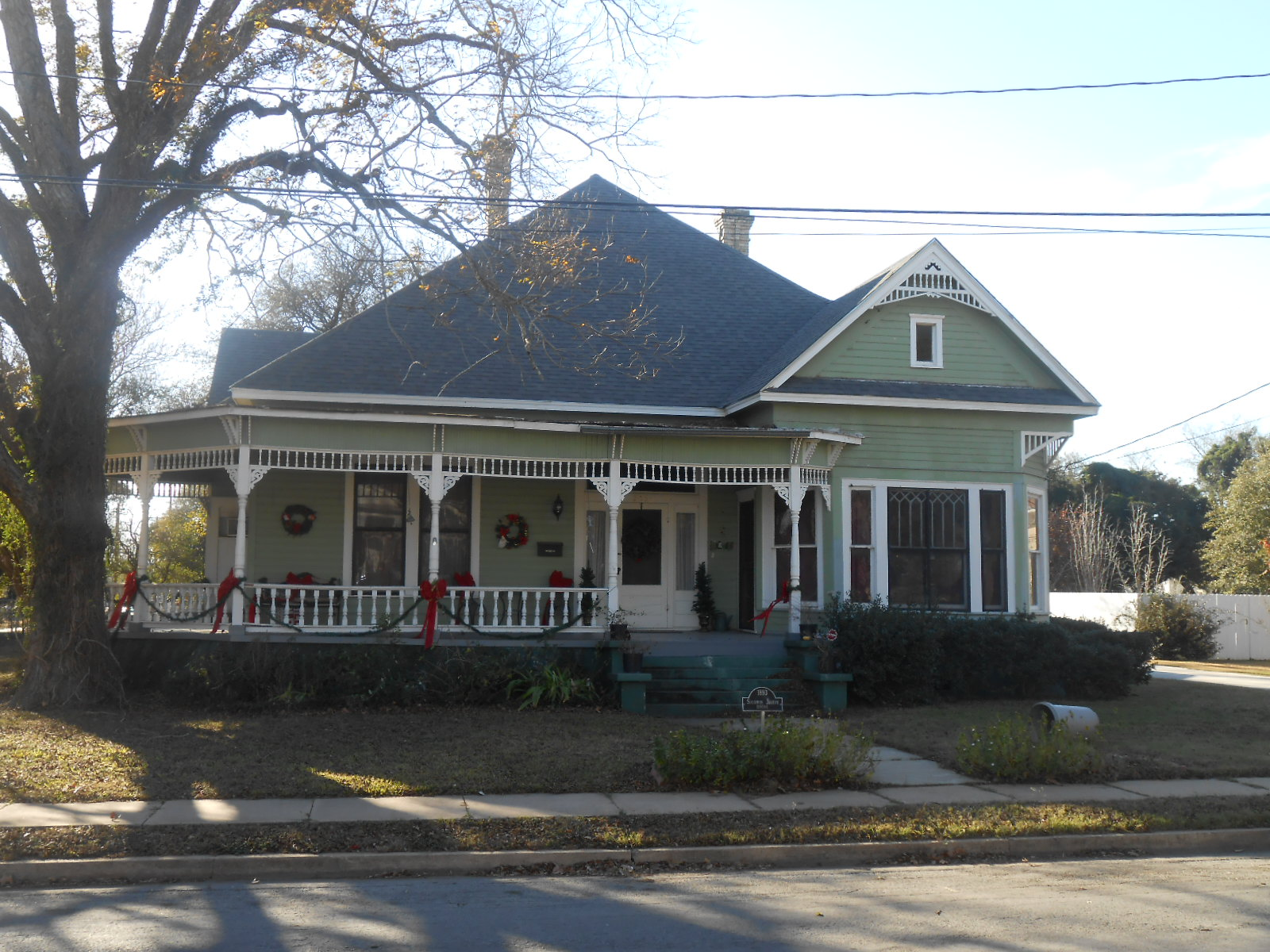
Дом Соломона Джозефа 1874 года постройки.
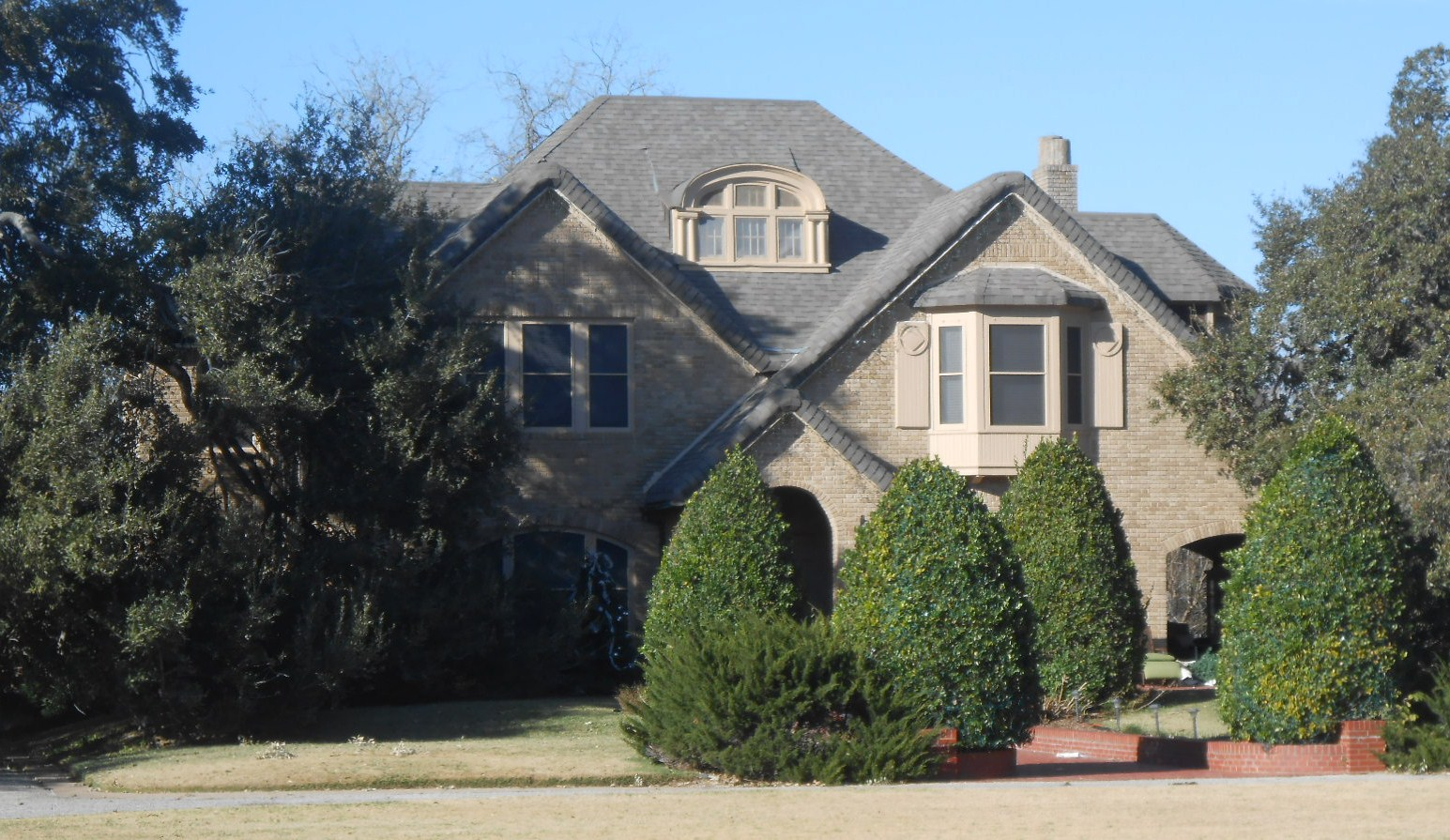
Дом Эдварда Свини 1926 года постройки.
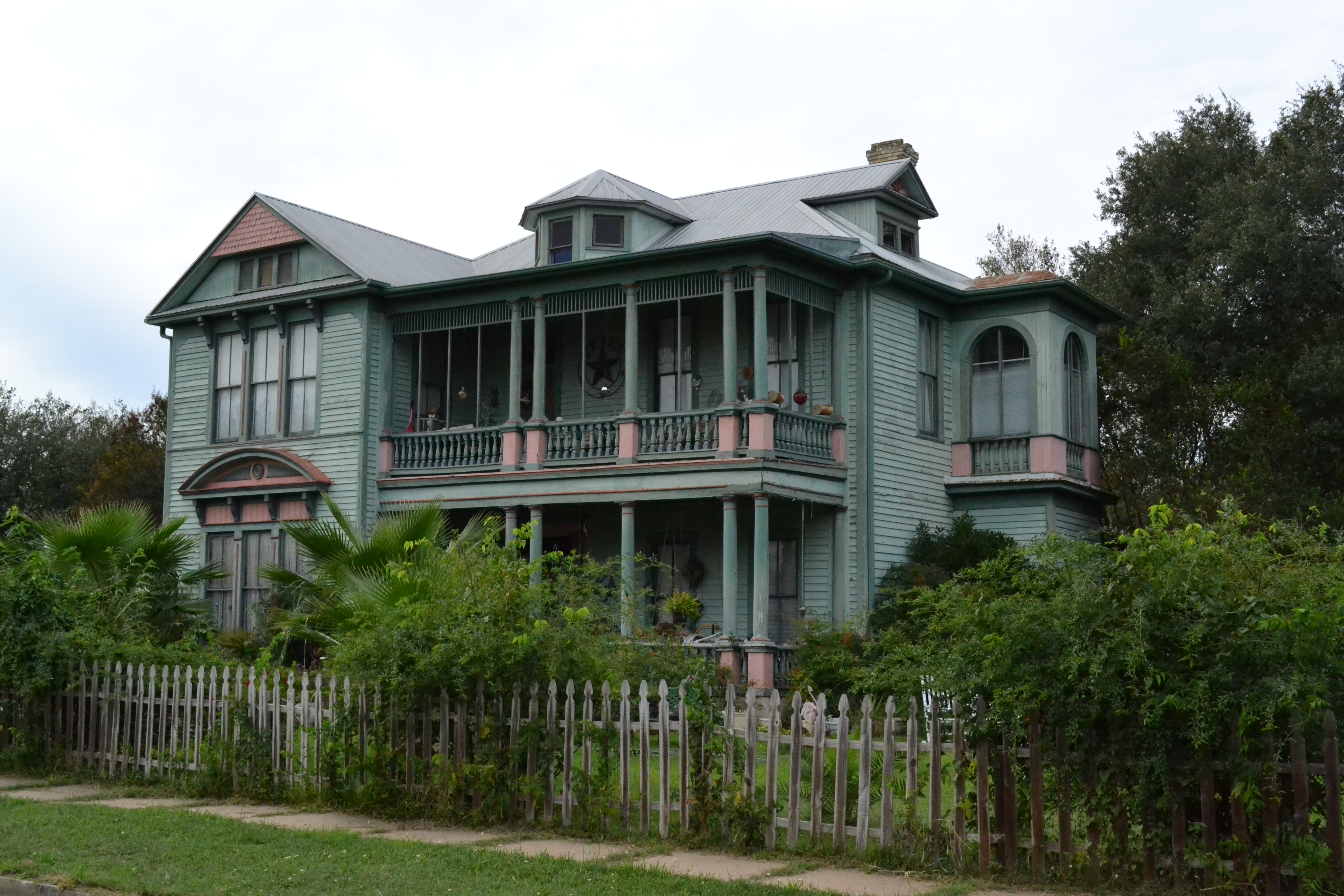
Дом Сунеров, построенный в 1875 году.